# 中国驻累西腓总领事馆
中华人民共和国驻累西腓总领事馆（葡萄牙語：Consulado-Geral da República Popular da China em Recife），简称中国驻累西腓总领事馆，是中华人民共和国派驻巴西伯南布哥州累西腓的最高级别外交机构。领区包括伯南布哥州、帕拉伊巴州、北里约格朗德州、塞阿腊州、皮奥伊州、马拉尼昂州、阿拉戈斯州、塞尔希培州。